# De avonturen in Diamantland
De avonturen in Diamantland is een Nederlandse reclamestrip die striptekenaar Peter de Smet in 1983 maakte voor de frituurvetfabrikant Diamant. De strip speelt in Diamantland. Hoofdrolspelers zijn koning Liflaf, groothertog Otto Overkoker, de Mafketel en de Diamannetjes, waaronder de chef, Piet Peper, Ko Knoflook, Sjeng Sambal en Gerrit Griesmeel. De verhalen draaien om het Grote Smulpapenboek, waarin eeuwenoude recepten worden bewaard die de koning tevreden houden..

## Publicatie
De Smet schreef en tekende in 1983 in korte tijd twee albums met samen vijf verhalen. Er zou nog een derde album uitkomen, maar dit kwam er niet omdat Diamant ook de copyright op de figuren wilde hebben. De Smet wilde de auteursrechten niet verkopen. 
| Nummer | Titel                            | Uitgavejaar | Uitgeverij                |
| ------ | -------------------------------- | ----------- | ------------------------- |
| 1      | De mafketel en de Diamannetjes   | 1983        | Diamant (reclame-uitgave) |
| 2      | Verkiezingen bij de Diamannetjes | 1984        | Diamant (reclame-uitgave) |